# Сићево (Приштина)
Сићево (алб. Siqevë) је насељено место у граду Приштини, на Косову и Метохији. Према попису из 2024. у насељу је живело 265 становника.

## Становништво
Према попису из 2011. године, Сићево има следећи етнички састав становништва:
| Националност | 2011.        |
| Албанци      | 337 (100,0%) |
| Укупно       | 337          |

| Демографија | Демографија | Демографија |
| Година      | Становника  | Становника  |
| ----------- | ----------- | ----------- |
| 1948.       | 228         |             |
| 1953.       | 272         |             |
| 1961.       | 309         |             |
| 1971.       | 381         |             |
| 1981.       | 422         |             |
| 1991.       | 403         |             |
| 2011.       | 337         |             |